# Młock
Młock – wieś sołecka w Polsce położona w województwie mazowieckim, w powiecie ciechanowskim, w gminie Ojrzeń.

## Opis
Do 1954 roku istniała gmina Młock. W latach 1954–1959 wieś należała i była siedzibą władz gromady Młock, po jej zniesieniu w gromadzie Wola Młocka. W latach 1975–1998 miejscowość administracyjnie należała do województwa ciechanowskiego.
Przez miejscowość przepływa rzeczka Stawnica, dopływ Łydyni.
Na terenie wsi znajduje się pomnik przyrody – dąb szypułkowy Uparty Mazur.